# Местечко (Городокский район)
Местечко — деревня в Городокском районе Витебской области Беларуси. Входит в состав Бычихинского сельсовета.
Находится в 3 км к востоку от посёлка Езерище на берегу озера Езерище.